# Prix d'Amérique
Il Grand Prix d'Amérique  è una corsa ippica al trotto che si disputa ogni anno dal 1920 nell'ultima domenica di gennaio sulla pista in carbonella dell'ippodromo di Vincennes presso Parigi. Fu così denominata, al momento della sua istituzione, in segno di amicizia e riconoscenza verso gli Stati Uniti per l’intervento nella prima guerra mondiale al fianco della Francia e degli altri alleati. Su questa pista, fra le più celebri a livello mondiale, si svolge la corsa che è per molti appassionati la più importante, spettacolare ed emozionante del circuito di trotto e probabilmente la più ambita. Da diverso tempo questa corsa è finanziata dalla Marionnaud, che è un importante  gruppo commerciale francese nel settore della vendita di profumi e cosmetici. Possono partecipare alla gara tutti i cavalli di Gruppo 1 Internazionale (la categoria più elevata), maschi integri e femmine (sono dunque esclusi i castroni) che durante l'anno precedente alla corsa abbiano guadagnato almeno 153.000 euro di premi. I concorrenti devono avere tra i 4 e i 10 anni. Hanno priorità di partecipazione i cavalli meglio piazzati nelle più importanti corse al trotto disputate in Francia. Il campo dei partenti viene comunicato ufficialmente 2 giorni prima della corsa. Non vi è pertanto la certezza della partecipazione, che avviene su invito della commissione. È inoltre presente una rigida selezione anche per i driver, che devono anch'essi aver guadagnato cifre elevate nell'annata.
Il montepremi per questa corsa è di 1.000.000 di euro: al vincitore vanno 500.000 euro e i restanti vengono ripartiti per i primi 7 classificati.

## Descrizione
Ogni anno sono circa 40.000 gli spettatori che si recano all'ippodromo di Vincennes per assistere a questa vera e propria festa dell’ippica; a ciò  va aggiunto il pubblico televisivo: sono oltre 70 le televisioni di tutto il mondo, in Italia Rai Sport, collegate in diretta per seguire la corsa. Per i parigini, si tratta tradizionalmente di un evento molto sentito anche dal pubblico non abituale, il che conferisce un’atmosfera particolare alla manifestazione contribuendo al suo prestigio e fascino mediatico.
La corsa si disputa sulla distanza di 2700 metri, con partenza ad un unico nastro con giravolta, tecnica che spesso mette in difficoltà diversi cavalli già nelle prime fasi. È molto frequente che la partenza venga richiamata anche più volte dalla giuria per irregolarità commesse da parte di taluno dei partecipanti nell’approcciare la linea del via. Dopo la partenza i cavalli percorrono generalmente la pista schierati in diverse pariglie fino a che, all'imbocco dell'ultima curva, si dispongono a ventaglio sfruttando la larghezza della pista in un finale particolarmente avvincente, rendendo dunque il risultato molto spesso incerto fino alle ultime battute. Questa gara è considerata da molti appassionati, anche dagli esperti del settore, come un vero e proprio campionato mondiale del trotto, tenuto conto che generalmente lo schieramento dei partenti comprende tutti i migliori trottatori del circuito ippico mondiale e, salvi i cosiddetti “rapporti di scuderia”, li mette in condizione di competere “tutti contro tutti”.
Nella storia recente della corsa spicca come protagonista assoluto l'italiano Varenne che, con al sediolo il driver romano Giampaolo Minnucci, ha ottenuto, fra il 2000 e il 2002, 2 vittorie e un piazzamento (terzo) su 3 partecipazioni. 
Nel periodo successivo all’epopea di Varenne, da ricordare la supremazia espressa del francese Jag de Bellouet, che ha vinto nel 2005 e nel 2006, salvo poi vedersi revocare quest’ultimo titolo qualche mese dopo in favore di Gigant Neo, giunto secondo al traguardo, essendo risultato positivo a sostanze illecite in seguito a dei controlli effettuati dopo la corsa.
L'edizione 2007 ha visto trionfare Offshore Dream, il più giovane in campo nella grande kermesse, guidato magistralmente da Pierre Levesque. Dopo cauta partenza, il numero 1 dello schieramento è rimasto inizialmente a centro gruppo e grazie anche ai ripetuti errori e alla successiva squalifica del più atteso Jag de Bellouet, che ha vanificato tutte le tattiche di gara, è andato al comando delle operazioni a soli 300 metri dal palo, entrando in retta d'arrivo apparigliato ai cavalli di testa sui quali nei metri successivi ha guadagnato diverse lunghezze di margine andando a vincere quasi per dispersione nel più facile dei modi stampando anche il record della corsa a media di 1.12. Dietro di lui si sono piazzati Kool du Caux, che ha sfruttato bene la scia del vincitore che lo ha anticipato proprio all'ingresso dell'ultima curva, e Kazire de Guez, che aveva condotto gran parte della corsa insieme ai compagni di allenamento Kesaco Phedo e Jardy, giunti rispettivamente quarto e quinto. La vittoria di Offshore Dream non era certo aspettata, così come i piazzamenti dei cavalli che lo hanno seguito. Tale arrivo ha prodotto quote molto alte nell'ambito delle scommesse. La quota del vincente per gli allibratori francesi si aggirava su i 13/1 mentre per quelli italiani addirittura 21/1. I cavalli della scuderia Bazire, favoriti dei pronostici, hanno tuttavia dato modo di consolare il loro proprietario con un terzo, un quarto e un quinto posto che fruttano ben 220.000 euro.
Nel 2008 il campione in carica Offshore Dream si è ripetuto, questa volta però avendo dalla sua parte tutti i favori del pronostico che lo avevano perciò relegato a partire con un numero molto alto, che lo ha dunque costretto ad agire dalle retrovie. Anche questa volta, seppur con qualche difficoltà in più della precedente, il cavallino prodigio di Pierre Levesque ha vinto alla grande, bissando il successo già ottenuto un anno prima. L'andamento della corsa è stato tuttavia condizionato da un aggancio a centro gruppo che a metà corsa ha leggermente sgranato la comitiva. In questo contrattempo è stato coinvolto anche Offshore Dream che ha compiuto alcuni passi di galoppo, facendo allarmare tutti i suoi sostenitori. Nonostante ciò, Pierre Levesque ha rimesso di trotto il cavallo e, senza timori, ha spostato il suo cavallo all'esterno nell'ultima curva e con un passaggio in terza ruota seguito da un allungo fulminante, ha tagliato il traguardo con alcune lunghezze di vantaggio. Lo hanno seguito nell'ordine Opal Viking e Orla Fun, che, stando alle quote, costituivano grosse sorprese. Quarto posto invece per il vicecampione Kool du Caux, non apparso all'altezza questa volta. Nonostante la presenza ai nastri di partenza di ben 3 cavalli italiani, non è stata una gran giornata per i nostri portacolori che non hanno colto alcuna piazza.
Da segnalare invece la brillante prestazione di Meaulnes du Corta che, dopo aver condotto alla grande per oltre 2000 metri, ha dovuto alzare bandiera bianca nel finale pagando il grosso sforzo delle fasi d'avvio.
Questo prova ha però galvanizzato il team di questo cavallo che ha puntato fortemente sulla sua vittoria l'anno successivo.
Nel 2009 infatti, ad imporsi è stato proprio Meaulnes du Corta guidato da Franck Nivard, che correndo ancora una volta di testa, è riuscito a mantenere fino alla fine il comando delle operazioni, gestendo al meglio le forze. Il favorito della corsa era ancora una volta Offshore Dream, compagno di allenamento dello stesso vincitore ma che è rimasto nell'ombra tutta la corsa giungendo addirittura sesto sul traguardo e facendo svanire il sogno di conquistare per 3 volte consecutive il Prix d'Amerique.
Meaulnes du Corta ha dunque stravinto da controfavorito, apparendo di gran lunga il miglior cavallo del lotto e in definitiva il soggetto più interessante. Il campione non è riuscito a battere il record della pista precedentemente stabilito da Offshore Dream ma ha mostrato una corsa di spaventosa efficacia, meritandosi di andare a raccogliere gli applausi all'arrivo.
Hanno seguito nell'ordine i francesi Nouba du Saptel e Qualità Bourbon. Niente da fare anche questa volta per gli italiani che nonostante potessero beneficiare di ottime guide, non si sono dimostrati all'altezza.
Nell'edizione del centenario nel 2020 a vincere è stato Face Time Bourbon, francese ma di proprietà di un italiano.
All’ingresso in retta Vivid, ormai stanco, ha rotto e Face Time, condotto da Bjorn Goop, è scattato all’interno e ha battuto nettamente in 1.11.5 Davidson du Pont, con Bélina Josselyn terza. È ancora Face Time Bourbon a vincere nel 2021, centrando uno storico bis, di nuovo davanti a Davidson du Pont, come l’anno precedente; terzo è Gu d’Heripre.
Nel 2022 vi è il successo di Davidson du Pont, pilotato dal giovane Nicolas Bazire, figlio del campionissimo Jean Michel, che centra dunque il suo primo successo nella classica parigina. Il secondo posto è appannaggio di Galius (guida di Yoann Lebourgeois) che era fuggito sull’ultima curva, salvo poi essere ripreso a fil di palo dal figlio di Pacha du Pont.
Nel 2023 il successo rimane in casa Bazire, ma questa volta a vincere è papà Jean Michel, sia driver che allenatore del vittorioso Hooker Berry. Al secondo posto, con una retta d’arrivo sensazionale, arriva Ampia Mede Sm, prodotto indigeno allevato dalla Scuderia del Baronetto. Quello di Ampia Mede Sm è il miglior risultato italiano dai tempi di Varenne. 
Nel 2024, invece, vi è lo strapotere fisico di Idao de Tillard e Clement Duvaldestin,  giovane figlio dell’allenatore Thierry già duplice vincitore del gran premio (2011, 2012) con la leggenda Ready Cash. Idao trionfa nonostante alcuni problemi occorsi nel corso del meeting d’hiver che gli avevano impedito di preparare la corsa al meglio, stravince dopo aver fatto un intero percorso in seconda ruota, ai fianchi dei vari battistrada. Termina al secondo la sorpresa Hokkaido Jiel e terza la campionessa svedese Joviality. Delude invece Ampia Mede Sm, solo settima.

## Albo d'oro
- 2025 Idao de Tillard ( Clement Duvaldestin)
- 2024 Idao de Tillard ( Clement Duvaldestin)
- 2023 Hooker Berry (Jean-Michel Bazire)
- 2022 Davidson du Pont (Nicolas Bazire)
- 2021 Face Time Bourbon (Bjorn Goop)
- 2020 Face Time Bourbon (Bjorn Goop)
- 2019 Bélina Josselyn (Jean-Michel Bazire)
- 2018 Readly Express (Bjorn Goop)
- 2017 Bold Eagle (Franck Nivard)
- 2016 Bold Eagle (Franck Nivard)
- 2015 Up and Quick (Jean-Michel Bazire)
- 2014 Maharajah (Orjan Kihlstrom)
- 2013 Royal Dream (Jean Philippe Dubois)
- 2012 Ready Cash (Franck Nivard)
- 2011 Ready Cash (Franck Nivard)
- 2010 Oyonnax (Sebastien Ernault)
- 2009 Meaulnes du Corta (Franck Nivard)
- 2008 Offshore Dream (Pierre Levesque)
- 2007 Offshore Dream (Pierre Levesque)
- 2006 Gigant Neo (Dominik Locqueneux)
- 2005 Jag de Bellouet (Christophe Gallier)
- 2004 Kesaco Phedo (Jean-Michel Bazire)
- 2003 Abano As (Jos Verbeeck)
- 2002 Varenne (Giampaolo Minnucci)  Italia
- 2001 Varenne (Giampaolo Minnucci)  Italia
- 2000 Général du Pommeau (Jules Lepennetier)
- 1999 Moni Maker (Jean-Michel Bazire)
- 1998 Dryade des Bois (Jos Verbeeck)
- 1997 Abo Volo (Jos Verbeeck)
- 1996 Coktail Jet  (Jean-Etienne Dubois)
- 1995 Ina Scot (Helen Johansson)
- 1994 Sea Cove (Jos Verbeeck)
- 1993 Queen L (Stig H. Johansson)
- 1992 Verdict Gédé (Jean-Claude Hallais)
- 1991 Ténor de Baune (Jean-Baptiste Bossuet)
- 1990 Ourasi (Michel-Marcel Gougeon)
- 1989 Queila Gédé (Roger Baudron)
- 1988 Ourasi (Jean-René Gougeon)
- 1987 Ourasi (Jean-René Gougeon)
- 1986 Ourasi (Jean-René Gougeon)
- 1985 Lutin d'Isigny (Jean-Paul André)
- 1984 Lurabo (Michel-Marcel Gougeon)
- 1983 Idéal du Gazeau (Eugène Lefèvre)
- 1982 Hymour (Jean-Pierre Dubois)
- 1981 Idéal du Gazeau (Eugène Lefèvre)
- 1980 Eléazar (Léopold Verroken)
- 1979 High Echelon (Jean-Pierre Dubois)
- 1978 Grandpré (Pierre-Désiré Allaire)
- 1977 Bellino II (Jean-René Gougeon)
- 1976 Bellino II (Jean-René Gougeon)
- 1975 Bellino II (Jean-René Gougeon)
- 1974 Delmonica Hanover (Johannes Frömming)
- 1973 Dart Hanover (Berndt Lindstedt)
- 1972 Tidalium Pélo (Jean Mary)
- 1971 Tidalium Pélo (Jean Mary)
- 1970 Toscan (Michel-Marcel Gougeon)
- 1969 Upsalin(Louis Sauvè)
- 1968 Roquépine (Jean-René Gougeon)
- 1967 Roquépine (Henri Lévesque)
- 1966 Roquépine (Jean-René Gougeon)
- 1965 Ozo (Johannes Frömming)
- 1964 Nike Hanover (Johannes Frömming)
- 1963 Ozo (Roger Massue)
- 1962 Newstar (Walter Baroncini)   Italia
- 1961 Masina (François Brohier)
- 1960 Hairos II (Willem Geersen)
- 1959 Jamin (Jean Riaud)
- 1958 Jamin (Jean Riaud)
- 1957 Gélinotte (Charlie Mills)
- 1956 Gélinotte (Charlie Mills)
- 1955 Fortunato II (Roger Céran-Maillard)
- 1954 Feu Follet X (M. Riaud)
- 1953 Permit (Walter Heitmann)
- 1952 Cancannière (Jonel Chryriacos)
- 1951 Mighty Ned (Alexandre Finn)   Italia
- 1950 Scotch Fez (Sören Nordin)
- 1949 Venutar (F. Réaud)
- 1948 Mighty Ned (V. Antonellini)   Italia
- 1947 Mistero (Romolo Ossani)   Italia
- 1946 Ovidius Naso (Roger Céran-Maillard)   Italia
- 1945 Ovidius Naso (Roger Céran-Maillard)   Italia
- 1944 Profane (A. Sourroubille)
- 1943 Nebuleuse V (R. Simonard)
- 1942 Neulisse (C. Domergue)
- 1941 Corsa annullata per gli eventi bellici
- 1940 Corsa annullata per gli eventi bellici
- 1939 De Sota (Alexandre Finn)   Italia
- 1938 De Sota (Alexandre Finn)   Italia
- 1937 Muscletone (Alexandre Finn)   Italia
- 1936 Javari (M. Perlbag)
- 1935 Muscletone (Alexandre Finn)   Italia
- 1934 Walter Dear (Ch. Mills)
- 1933 Amazone B (Th. Vanlandeghem)
- 1932 Hazleton (Otto Dieffenbacher)
- 1931 Hazleton (Otto Dieffenbacher)
- 1930 Amazone B (Th. Vanlandeghem)
- 1929 Templier (A. Butti)
- 1928 Uranie (V. Capovilla)
- 1927 Uranie (V. Capovilla)
- 1926 Uranie (V. Capovilla)
- 1925 Re Mac Gregor (C. Dessauze)
- 1924 Passeport (Alexandre Finn)
- 1923 Passeport (P. Viel)
- 1922 Reynolds V (M. Gougeon)
- 1921 Pro Patria (Th. Monsieur)
- 1920 Pro Patria (Th. Monsieur)